# Colebrook, Connecticut
Colebrook är en kommun (town) i Litchfield County i delstaten Connecticut, USA med cirka 1 471 invånare (2000). Den har enligt United States Census Bureau en area på totalt 85,2 km² varav 3,8 km² är vatten.